# Frédéric de Villers
Frédéric François Xavier de Villers (geboren am 10. September 1770 in Boulay in Lothringen; gestorben am 28. April 1846 in Dresden) war ein französischer Professor, der im Zuge der Französischen Revolution seine Heimat verließ und nach Deutschland auswanderte.

## Eltern und Geschwister
De Villers war der zweite Sohn des Finanzrats (französisch Conseiller des finances de sa Majesté Louis XVI roi de France) Nicholas Dominique de Villers (1738–1809) und dessen Ehefrau Catherine Euphrasie (1744–nach 1808), die der Familie „Hugonin de Launaguet“ aus einem Adelsgeschlecht des Languedoc entstammte. Er hatte vier Brüder sowie vier Schwestern:
- Charles de Villers (1765–1815) war sein ältester Bruder.[1]
- Maurice de Villers (starb 1796 im Alter von 21 Jahren in einer Schlacht)
- Mathias (Mathieu) de Villers, wurde 1788 Sous-lieutenant
- Louis de Villers (war blind und starb als Kind im Alter von 12 Jahren)
- Marguerite-Françoise-Victoire ⚭ Ferdinand-Ernest de Limosin-Dalheim
- Marie-Françoise-Joséphine „Sophie“ (1771–1832) ⚭ Paul-Nicholas Stourm (1755–1836). Auguste Stourm war ihr gemeinsamer Sohn.
- Angélique de Villers ⚭ mit einem Grafen de Beaugrand
- eine weitere Schwester ⚭ Des Laisses

## Leben
De Villers sollte später einmal der Nachfolger seines Vaters werden und begann ein Studium (vermutlich in Kameralwissenschaften) in Paris. Ab 1789 diente er in Metz und Straßburg als Leutnant im „Regiment Salm-Salm“ in der französischen Infanterie. Sein Vater wurde als Anhänger der Monarchie angesehen, verhaftet und zum Tode durch die Guillotine verurteilt. Seine Familie versuchte ihn freizukaufen, und so wurde die Vollstreckung aufgeschoben und nicht ausgeführt. De Villers und seine Brüder Charles und Maurice verließen 1792 ihre Heimat. Er diente anschließend als Premier Leutnant und Adjutant des Fürsten von Hohenlohe-Bartenstein im Emigrantencorps des Prinzen Condé. Nach der Auflösung dieses Corps stand er 1793 in holländischen und 1794 in englischen Diensten. Nach Beendigung des Militärdienstes kam er 1796 als Hauslehrer nach Sankt Petersburg. De Villers betätigte sich ab 1808 als Lektor der französischen Sprache an der Universität Moskau. 1812 versuchte er mit seiner Familie im Zuge des Brandes von Moskau von dort zu fliehen. Auf der Flucht wurde er verraten, verhaftet und eingekerkert. Im Jahr 1814 wurde er entlassen und des Landes verwiesen. De Villers kam nun mit seiner Frau und zwei Kindern nach Deutschland. In den Jahren 1815 bis 1821 hielt er Vorlesungen an der Universität in Leipzig. Am 16. September 1822 zog er mit seiner Familie nach Dresden, wo sie in der Johannisstraße eine Wohnung einrichteten. Zuletzt arbeitete er dort als Professor für französische Sprache beim Kadettencorps am Königlichen Kadettenhaus („Ritterakademie“).
De Villers erwarb im Jahr 1826 zwei Drittel eines Grundstücks in der Dresdner Seevorstadt, auf dem sich das Palais Moszinska befand, und beauftragte den Architekten Woldemar Hermann, die bestehenden Gebäude auszubauen. Auch das Wasserpalais auf Cosel und das Schwanenhaus ließ er von Hermann errichten.

## Auszeichnungen (Auswahl)
- 1802: Ritter des Fürstlich Hohenloheschen Haus- und Phönixordens
- 1825: Ritter des französischen Ludwigsordens Ordre royal et militaire de Saint-Louis.[4]

## Familie
De Villers war zweimal verheiratet.

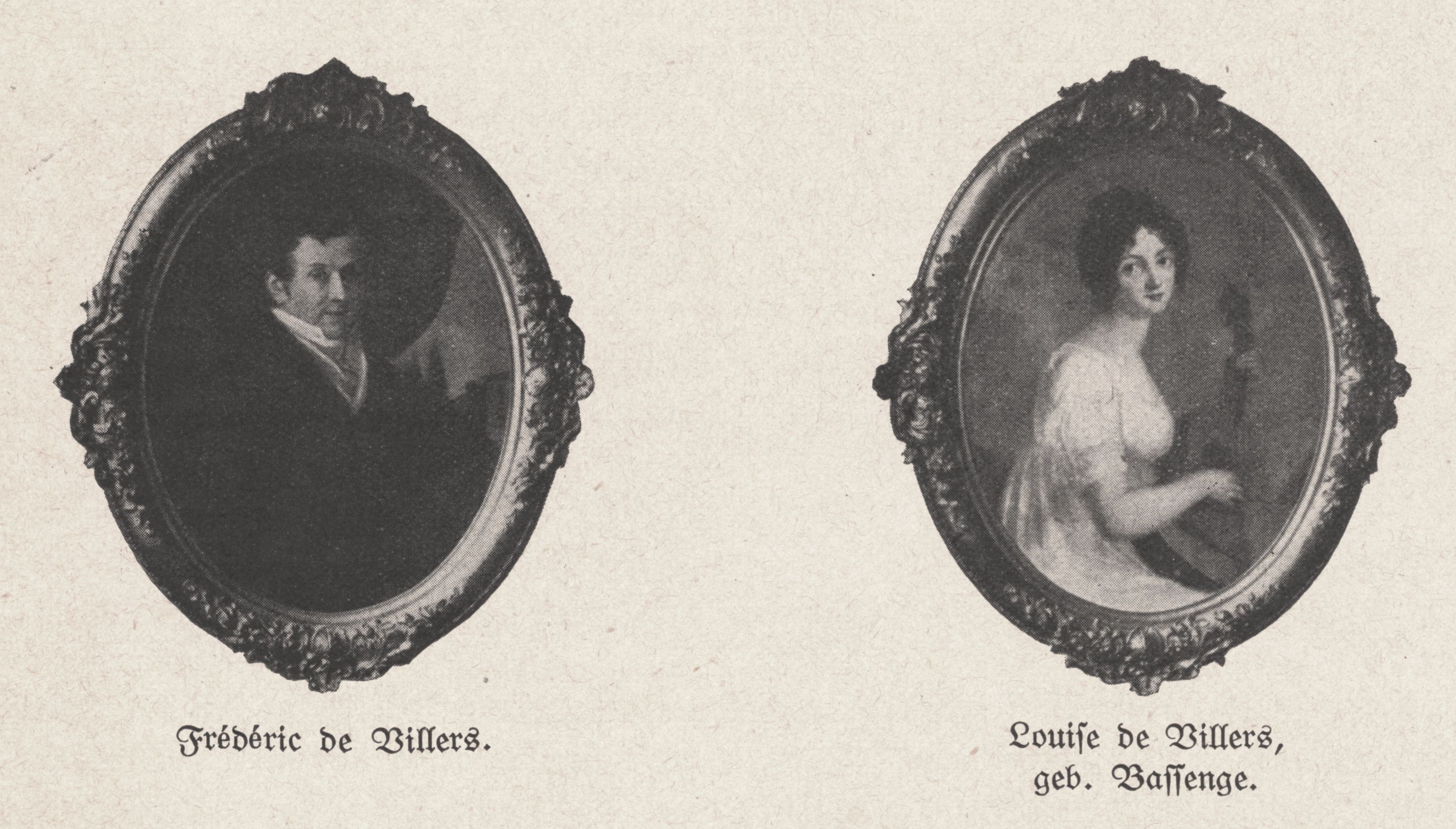
Frédéric de Villers und seine erste Ehefrau Louise Dauphiné (geborene Bassenge)

- am 4. Juli 1804 mit Louise Dauphiné (geborene Bassenge, 1778 – 3. Juni 1823)[5]
  - Louise Marie de Villers (Anfang 1807 – nach 1887) ⚭ mit Albert Gustav von der Trenck (1804–1875)
    - Albert Friedrich Wilhelm von der Trenck (1834–1914)

  - Karl de Villers († 1812, auf der Flucht aus Moskau verstorben)
  - Pauline und Marie de Villers (Zwillinge, † 1812, auf der Flucht aus Moskau verstorben)
  - Alexander Heinrich de Villers „Sascha“ (1812–1880)
  - Carl Franz Dominik de Villers (15. Januar 1817–1890) wurde nach seinem verstorbenen Onkel benannt und wurde Arzt
- am 17. November 1824 mit Emilie (geborene Leplay, 3. September 1792–21. September 1833)
  - Katharina Mathilde von Villers (17. September 1825 – 20. Dezember 1893) ⚭ mit dem Rat am Appellationsgericht Leipzig Hermann Baumgarten; sie stiftete 1874 4.000 Taler für eine Frauenschutzanstalt in Leipzig.
  - Johann Paul von Villers (21. Dezember 1826 – 31. Januar 1848), starb bei einem Duell in der Nähe von Winzerla.[6]
  - Helene Emilie von Villers (13. September 1833 – 24. August 1855) ⚭ 3. September 1854 mit dem Verleger Alphons Dürr. Sie starb kurz nach der Entbindung des Sohnes Alphons Emil Friedrich Dürr (15. August 1855–23. September 1912).[7]

Durch seine erste Ehefrau war er ein Schwager des Malers Philipp Otto Runge, der deren jüngere Schwester Pauline Susanna Bassenge (* 18. September 1785 – 26. April 1881) geheiratet hatte.